# Argynnis tsushimana
Argynnis tsushimana är en fjärilsart som beskrevs av Hans Fruhstorfer 1906. Argynnis tsushimana ingår i släktet Argynnis och familjen praktfjärilar. Inga underarter finns listade i Catalogue of Life.